# Erich Andres
Erich Andres (Leipzig, 12 januari 1905 - Hamburg, 6 februari 1992) was een Duitse fotojournalist.

## Leven en werk
Andres volgde van 1921 tot 1922 een beroepsopleiding tot letterzetter. Tijdens zijn stage fotografeerde hij met een zelfgemaakte camera en gebruikte hij de foto's voor dagboekachtige opnames. In 1923 verhuisde hij naar Hamburg en vond een baan in de een drukkerij van het Rauhes Haus, daarnaast werkte hij ook parttime als fotojournalist. Andres begon ook met reizen door Zuid-Europa waarvan zijn fotoreportages werden gepubliceerd in o.a de Berliner Illustrierte Zeitung Als gevolg van de Grote Depressie in 1929 raakte hij werkeloos en begon hij als werkeloze met het fotograferen van Hamburg, deze foto's waren te zien in o.a. de Hamburger Echo. 
In 1936 nam Andres deel als fotojournalist aan de Spaanse burgeroorlog, aan de kant van de fascisten. In 1939 werd hij opgeroepen voor het Duitse leger en toegewezen aan het propagandabedrijf van de Luftwaffe. Tijdens zijn verlof in juni 1943 trouwde hij in Dresden met Hildegard Hänisch. Gedurende zijn verlof fotografeerde hij stiekem het gebombardeerde Hamburg en de benarde situaties van de mensen die er toen woonden. Meer dan 50.0000 hamburgers stierven tijdens Operation Gomorrha van de Royal Air Force. De schrijver Hans Erich Nossack, die gedurende deze tijd een dagboek bijhield, verwerkte de foto's en zijn aantekeningen in het boek Der Untergang. 
Andres is later ook te zien in de prijswinnende tv-film Das Beil von Wandsbek (1982) wanneer hij als ooggetuige van de verwoestingen tijdens de oorlog wordt geïnterviewd. 
Na de oorlog werd Andres freelancer. In het begin documenteerde hij de verwoeste stad, de zwarte markt en de wederopbouw van Hamburg. Later werkte hij onder andere voor Der Spiegel en Hamburgse dagbladen. Zijn gereedschap omvatte een ladder, die hem ongebruikelijke perspectieven gaf en hem de bijnaam 'Mann mit der Leiter' opleverde.

## Erkenning
Een van de foto's van Andres kreeg wereldwijde erkenning doordat het werd opgenomen door Edward Steichen in de tentoonstelling The Family of Man.